# Odense Bybusser
Denne artikel omhandler bybuskørslen i den Fynske hovedstad Odense. For kollektiv trafik andre steder på Fyn og den østlige del af region Syddanmark se FynBus

## Historie

### Odense Bytrafik
Historien om Odense bybusser går tilbage til 1952 hvor der skulle oprettes er bybussystem til erstatning for de tidligere trolleybusser ('Skibhuslinjen') og sporvogne da kørsel med disse ophørte.
Kørslen startede ud med seks linjer hvor to ekstra linjer senere hen kom til med udbygningen af Odense. Linje 1 blev i starten kørt af trolleybusser og dieselbusser som supplement indtil trolleybuskørslen blev nedlagt i 1959. Linjerne bestod indtil 1990 af ruterne 1, 2, 3, 4, 5, 6 og 7. Linje 8 blev i 1982 slået sammen med linje 6. Det daværende linjenet kørte de sidste ture den 30. september 1990. Fra den 1. oktober 1990 blev linjenettet lagt om til at bestå af de linjer der også kører i bybusnettet ultimo 2021.
Linjerne blev i 1990 lagt om til følgende linjenet.
- 10: Linie 11/12 Åsum/Center Øst - Skibhusvej - OBC - Sdr. Boulevard - Sanderum (Højme)
- 20: Linie 21/22/23 Slukefter/Ubberud - Rugårdsvej - OBC - Hjallesevej - Højby
- 30: Linie 31/32 Seden Syd - Vollsmose - OBC - Klingenberg - Sdr. Boulevard - Dalum - Dyrup - Bellinge (Brændekilde)
- 40: Linie 41 OBC - Nyborgvej - Rosengårdcentret - Universitetet & Linie 42 OBC - Klingenberg - Hunderup Skov - (Torpegården) - Skt. Klemens

- 50: Linie 51/52 Bolbro - Højstrup - Middelfartvej - Klingenberg - OBC - Kochsgade - Ejbygade - Seden - Agedrup/Bullerup
- 60: Linie 61/62 Stige - Søhus - Ejlskovgade - OBC - Munkebjergvej - Stærmosegårdsvej - Tornbjerg
- 70: Linie 71/72 Seden - Vollsmose - Ejbygade - Rosengårdcentret - Universitetet/Kallerupvej - Ringvejen - Rismarksvej - Tarup - Næsby - Søhus
- 80: Linie 81/82 Torpegården - Dalum - Sdr. Boulevard - Heden - OBC - Nyborgvej - Rødegårdsvej - Ørbækvej - Neder Holluf - Fraugde
- 90: Linie 91/92 Herluf Trollesvej - Nyborgvej - OBC - St. Glasvej - Åløkke Allé - Næsby - Kirkendrup - Allesø/Søhus - Lumby

Odense Bytrafik eksisterede frem til 2001 hvor selskabet overgik til Odense Bybusser.

### Odense Bybusser
26. juni 2001 blev Odense Bytrafik ændret til et administrativt selskab, idet driftsdelen udskiltes i et nyt selskab, Odense Bybusser. Odense Bybusser fortsatte linjenettet som Odense Bytrafik introducerede i 1990. Pr. 1. januar 2007 sammenlagt med Amtsselskabet FynBus hvor Odense Bybusser overgav administrationen til det nye selskab.

### Fynbus og dagens bybusnet
Efter FynBus overtagelse af bybusnettet er der også sket ændringer af linjenettet. Linje 11 og 12 er blevet nedlagt og erstattet i Sanderum af linje 31 og 34 der er blevet omlagt til at betjene dette område. Bybusbetjeningen er ophørt i Åsum som betjenes af en regional linje. Foruden disse linjeændringer er der også sket lidt andre ændringer med tiden. f.eks. er der kommet en linje 10, som er en gratis city- og havnebus der betjener det centrale Odense hvert 10. minut.
 Derudover er der også kommet en linje 29 der kører fra Odense Banegård (OBC) til Villestofte over Tarup.

### Gratis busser
Den 1 September 2011 Indsatte Odense en gratislinje i det centrale Odense til at betjene byens turistseværdigheder og give borgerne i det Centrale Odense en nemmere adgang til handle muligheder og Odense Banegårdscenter. Linjen blev nummeret linje 10 og blev oprettet som en ringrute med udgangspunkt fra Odense Banegård (OBC) til at betjene blandt andet H.C. Andersens Hus og andre centrale steder i det centrale Odense. Linjen blev oprettet som et forsøg med små "pink" Mercedes Sprinter busser. Linjen viste sig at være en succes og i 2015 blev linjen udvidet til at betjene Odenses havneområde og Seniorhusog samtidig opgraderet i rullende materiel i form af nyanskaffede Mercedes Citaro busser til at betjene ruten. Ruten blev i 2015 også tildelt 2 linjenumre i stedet for et enkelt så den del af ruten der kører i Centrum hedder Linje 10C og den gren der kører i Odenses Havneområde hedder Linje 10H.
I Forbindelse med "Bynet 2021" var det planen at Gratisbussen linje 10 stod overfor en nedlæggelse grundet omlægning af Odenses busnet i forbindelse åbningen af Odense Letbane, men denne plan er indtil videre lagt i graven og linje 10 fortsætter også efter omlægningen af Odens bybusnet. linje 10H nedlægges dog i forbindelse med det nye bybusnet.

### Ledbusser og elektrisk drift
Grundet stigning i passagerer på ruterne til og fra Syddansk Universitet blev der i 2012 indsat ledbusser på linjerne 41, 42 og 44. Der blev startet med at blive indsat flere frekvenser på ruterne men dette var ikke nok kapacitet til den store passagerfremgang og derfor anskaffede FynBus sig syv Mercedes Citaro ledbusser til supplering og dublering af de normale 13,7 meter busser der kørte på ruterne.
I 2015 blev der anskaffet hybrid-ledbusser fra Volvo til brug på linjerne 31-39 til Seden gennem Vollsmose grundet det massive passagerpres til sidstnævnte bydel. Der blev bestilt 18 stk., hvoraf 12 var ledbusser.
I 2020 besluttede Odense Kommune og FynBus sig for der skulle være elektrisk drift på bybusserne i Odense og derfor afgav FynBus ordre på 20 elektriske busser fra kinesiske Yutong. Operatøren, Keolis, har forpligtet sig til at fremtidige udskiftninger af bybusserne i Odense ligeså skal være elektriske.

## Diskussion om fremtidigt linjenet i Odense
I forbindelse med åbningen af Odense letbane blev det besluttet at busnettet i Odense skulle lægges om for at tilpasses letbanen, det nye linjenet blev officielt offentliggjort den 8 April 2022. Hele den kendte linjestruktur i Odense med linjenummereringen med eksempelvis linje "11/12" som linje 1, fortsætter under det nye linjenet, dog med forbeholdet om at linjerne 1-4 udskiftes med 5 og 6 for at markere den store omlægning af busnettet.

### Afkortning af linje 10
I Forbindelse med "nyt bynet" i Odense var det oprindelig meningen at linje 10, skulle nedlægges. Det blev dog besluttet, kun at afkorte linjen sådan at linjens "H" gren, blev nedlagt i forbindelse med net bynet. Reduceringen af linjen har betydet at linjen nu er gået fra at bruge 3 driftbusser, til nu kun at bruge 2.

### Linje 4 (40) blev omlagt først.
I forbindelse med letbanens åbning, så blev en linje allerede nedlagt. Ruterne i kategorien "linje 40". kørte parallelt med Letbanen, og kommunen mente at det ville være for ressourcekrævende, at lade linjen fortsætte med at kører idet at den netop kørte parallelt med letbanen. Linjerne 45 og 46. begyndte allerede at kører den 29 Maj.

### Kritik over "Nyt bynet"
Ingen omlægninger af et bybusnet kommer uden kritik. Allerede på dagen for den store omlægning af bybusnettet i Odense,
I April 2022, var der flere beboere i Odense der, var utilfredse over at miste sin direkte bus til Centrum af Odense
Allerede dage efter omlægningen af linjenettet blev der mødt kritik, En beboer fra en beboer i Højby, der havde fået længere på arbejde en enkelt dag om ugen

## Linjenet i Odense pr 31 Juli 2022 (Nuværende linjenet)
Linjenettet i Odense består pr den 31/7. 2022. af følgende linjenet, til at dække den fynske hovedstad.
| Rute  | Linjeførring                                                                                                   | Entreprenør | Bemærkninger |
| ----- | --- | ----------- | --- |
| 10    | Citybus (10C)                                                                                                  | Keolis      | Gratis Citybus. Fortsættelse af den tidligere linje "10C/10H. Dog er det kun linje 10C, som er fortsat, efter "Nyt Bynet" |
| 15    | Rosengårdscentret - Tietgenbyen - Over Holluf                                                                  | Keolis      | Lokalrute i Odense Øst |
| 25-26 | Fraugde - Hollufgård/Tornbjerg - Rosengårdscentret - - Hunderup - Højstrup - Tarup - Slukefter - Morud/Ubberud | Keolis      | |
| 35    | Skt. Klemens - Hjallese St - Hunderup - Banegården - Vollsmose - Seden Syd                                     | Keolis      | |
| 45-46 | Villestofte - Tarup - Bolbro                                                                                   | Keolis      | Lokalrute i Bolbro |
| 55-56 | Agedrup/Bullerup - Seden - Vollsmose - Banegården - Vesterbro - OUH - Dalum - Dyrup - Bellinge/Brændekilde     | Keolis      | |
| 65    | Stige - Søhus - Banegården - Østerbro - Korsløkke - Herluf Trolles Vej                                         | Keolis      | |
| 68    | Lumby - Søhus - Næsby - Banegården                                                                             | Keolis      | |
| 75    | Sanderum - Dalum - Hjallese St - Kragsbjerg - Vollsmose - Seden                                                | Keolis      | |
| 85    | Skubhusene - Banegården - Vesterbro - OUH - Dalum - Hjallese St - Torpegården - Højby                          | Keolis      | |
| 95    | Banegården - Tarup - Næsby - Kirkendrup - Allesø                                                               | Keolis      | |

## Linjenettet i Odense indtil den 31/7 2022 (Tidligere linjenet)
Linjenettet i Odense af følgende linjer, indtil den store bybus omlægning den 31 Juli 2022.
| Rute  | Linjeføring                                                    | Entreprenør | Bemærkninger |
| ----- | -------------------------------------------------------------- | ----------- | --- |
| 10    | Citybus (10C) / Havnebus (10H)                                 | Keolis      | Bussen var gratis og kørte mellem klokken 9.00 og 17.00 |
| 21-24 | Ubberud/Slukefter - Banegården - Tornbjerg                     | Keolis      | |
| 29    | Villestofte - Banegården                                       | Keolis      | |
| 31-39 | Skt. Klemens / Sanderum - Banegården - Vollsmose - Seden Syd   | Keolis      | |
| 40-44 | Bolbro / Tarup - Banegården - Universitetet                    | Keolis      | Linje 44 kørte nonstop mellem Banegården og Syddansk Universitet. Linjen kørte kun i myldretiden på hverdage. Linjerne er pr 28 Maj 2020, erstattet af Odense Letbane. Sidste afgang var klokken 23.55 fra OBC og til Bolbro. |
| 51-59 | Bellinge/Brændekilde - Banegården - Bullerup/Agedrup           | Keolis      | |
| 60-62 | Stige/Lumby - Banegården - Højby                               | Keolis      | |
| 72-79 | Universitetet - Rosengårdcentret - Vollsmose - Seden           | Keolis      | Eneste buslinje, som ikke passererede Odense Banegård. Kørte kun mandag til lørdag |
| 81-83 | Skibhusene - Banegården - Neder Holluf - Tietgenbyen - Fraugde | Keolis      | |
| 91    | Allesø - Banegården - Herluf Trolles Vej                       | Keolis      | |

## Galleri
- Odense Bybusser i de tidligere farver for Odense Bytrafik og selskabet "Odense Bybusser"
- Odense Linje 21 ved siden af byggeri og infrastruktur af Odense Letbane
- Tidligere bus på Linje 10C før linjen blev opgraderet til Mercedes Citaro busser. Specielt for linje 10 var rutens særlige farver
- Odense havnebus linje 10H
- Linje 62 skiltet Højby på Østre Stationsvej
- Elektrisk bus fra Kinesiske Yutong på linje 61
- Volvo ledbus på Linje 41 på Østre Stationsvej
- Odense Linje 51 skiltet Agerdrup
- Odense linje 81 på Østre Stationsvej
- Klassisk Odense Bybus på Sporvejsmuseet Skjoldnæsholm. Bussen er den dag i dag bevaret
- Odense fik i vinteren 2021 anskaffet elbusser fra kinesiske Yutong
- Bus fra Iveco på Odense linje 31
- Linje 24 i Odense i retning mod "Slukefter"
- Linje 91 imod Allesø
- Ledbus af mærket Volvo på linje 51